# Bythopsyrna circulata
Bythopsyrna circulata är en insektsart som först beskrevs av Gutrin-mtneville 1844.  Bythopsyrna circulata ingår i släktet Bythopsyrna och familjen Flatidae. Inga underarter finns listade i Catalogue of Life.